# 十二號鎮區 (堪薩斯州魯克斯縣)
十二號鎮區（英語：Township 12）為美國堪薩斯州魯克斯縣轄下的鎮區。2010年美国人口普查中該鎮區人口有154人。

## 地理
十二號鎮區涵蓋總面積為277.03平方（106.96平方英里），其中276.36平方（106.70平方英里）為陸地，0.67平方（0.26平方英里）或0.24%為水域。海拔高度634（2,080英尺）。

## 人口統計
根據2010年美國人口普查，十二號鎮區人口有154人，住房75戶，人口密度為0.56人/每平方公里。此鎮區居民之種族中，白人有148人，非裔美國人有1人，美洲原住民有1人，亞裔美國人有1人，太平洋島裔美國人有0人，其他種族有1人，混血種族則有2人。此外此鎮區有5人為西班牙裔或拉丁裔美國人。

## 交通

### 主要公路
- 18號堪薩斯州州道